# Kaffabrillenvogel
Der Annobónbrillenvogel (Zosterops griseovirescens) auch Kaffabrillenvogel ist eine Vogelart aus der Familie der Brillenvögel. Er ist endemisch auf der Insel Annobón südwestlich von São Tomé im Golf von Guinea.

## Beschreibung
Der Annobónbrillenvogel erreicht eine Größe von 12 Zentimetern, eine Flügellänge von 6,2 Zentimetern und eine Schwanzlänge von 2,1 Zentimetern. Die Oberseite ist grau mit einem schwachen grünlichen Hauch. Der Kopf ist dunkel olivgrün. Die Unterschwanzdecken sind gelb. Die Unterseite ist weiß, Kehle und Bauchmitte sind schwefelgelb verwaschen. Die Unterschwanzdecken sind intensiv gelb. Die Flanken sind gelb mit einem bräunlichen Anflug. Der Unterflügeldecken sind weiß. Schwingen und Steuerfedern sind dunkelbraun mit gelbgrünen Außensäumen. Um die braune Iris verläuft ein weißer Augenring. Der Schnabel ist schwarz. Die Füße sind braun. Sein Gesang besteht aus raschen plic-plic-pic-Tönen mit einem begleitenden Sirren und Trillern.

## Lebensraum und Lebensweise
Der Annobónbrillenvogel hat ein sehr kleines Verbreitungsgebiet von etwa 15 km². Er bewohnt Busch- und Waldland, einschließlich Primär- und Sekundärwälder, sowie Plantagen und kultivierte Flächen. Er geht in Gruppen von zwei bis zehn Individuen auf Nahrungssuche und ernährt sich von Wirbellosen.

## Status
BirdLife International stuft den Annobónbrillenvogel mit einem Bestand von 1000 bis 2500 Exemplaren als gefährdet (vulnerable) ein. Die größte Bedrohung sind aufgrund des winzigen Artareals Zufallsereignisse wie Stürme oder Brände. Ob Lebensraumveränderungen wie die Anlage von Obstplantagen, Ölpalmenplantagen und Zuckerrohrplantagen den Bestand gefährden, ist unklar, da die Art die Plantagen besiedelt und außerdem viele dieser Plantagen mittlerweile wieder aufgegeben wurden.